# Sylvi Saimová
Sylvi Riitta Saimová (rodným jménem Sikiöová, 12. listopadu 1914, Jaakkima – 12. března 2004, Laukaa) byla finská rychlostní kanoistka, která závodila na kajaku. Narodila se v Karélii, v části která později připadla Rusku. V kajakářském závodě (K-1) na 500 metrů získala na olympijských hrách v Helsinkách roku 1952 zlatou medaili. Stala se tak první ženskou finskou vítězkou na letních olympijských hrách a jedinou až do roku 1996. Vítězství pro ni mělo mimořádný emocionální náboj, neboť ve finále porazila reprezentantku Sovětského svazu, který Finsku uzmul její rodnou Karélii. Na startu své ruské soupeřce řekla: "Aspoň tady tě porazím". Zúčastnila se i olympiády v Londýně roku 1948 (6. místo, K-1 na 500 m). Individuální závod na stejné trati vyhrála i na mistrovství světa v roce 1950. Na stejném šampionátu brala zlato i ze závodu dvojic (K-2) na 500 metrů, její partnerkou ve vítězném závodě byla Greta Grönholmová. Závodila též v atletice, běhu na lyžích (3. místo ve štafetě na mistrovství Finska 1947) a orientačním běhu (3. místo na mistrovství Finska v roce 1939). V letech 1966 až 1978 byla poslankyní finského parlamentu, zvolena byla za stranu Finský střed, třikrát byla znovuzvolena. Jako první žena ve finském parlamentu přišla oblečená v kalhotách. Prezident Urho Kekkonen často s úsměvem vzpomínal na její mimořádně silný stisk ruky. Velkou část svého sportovního i politického života věnovala boji za zrovnoprávnění žen ve sportu.